# Pissotschyn
Pissotschyn (ukrainisch Пісочин; russisch Песочин Pessotschin) ist eine Siedlung städtischen Typs in der Ukraine mit etwa 23.000 Einwohnern (2019).

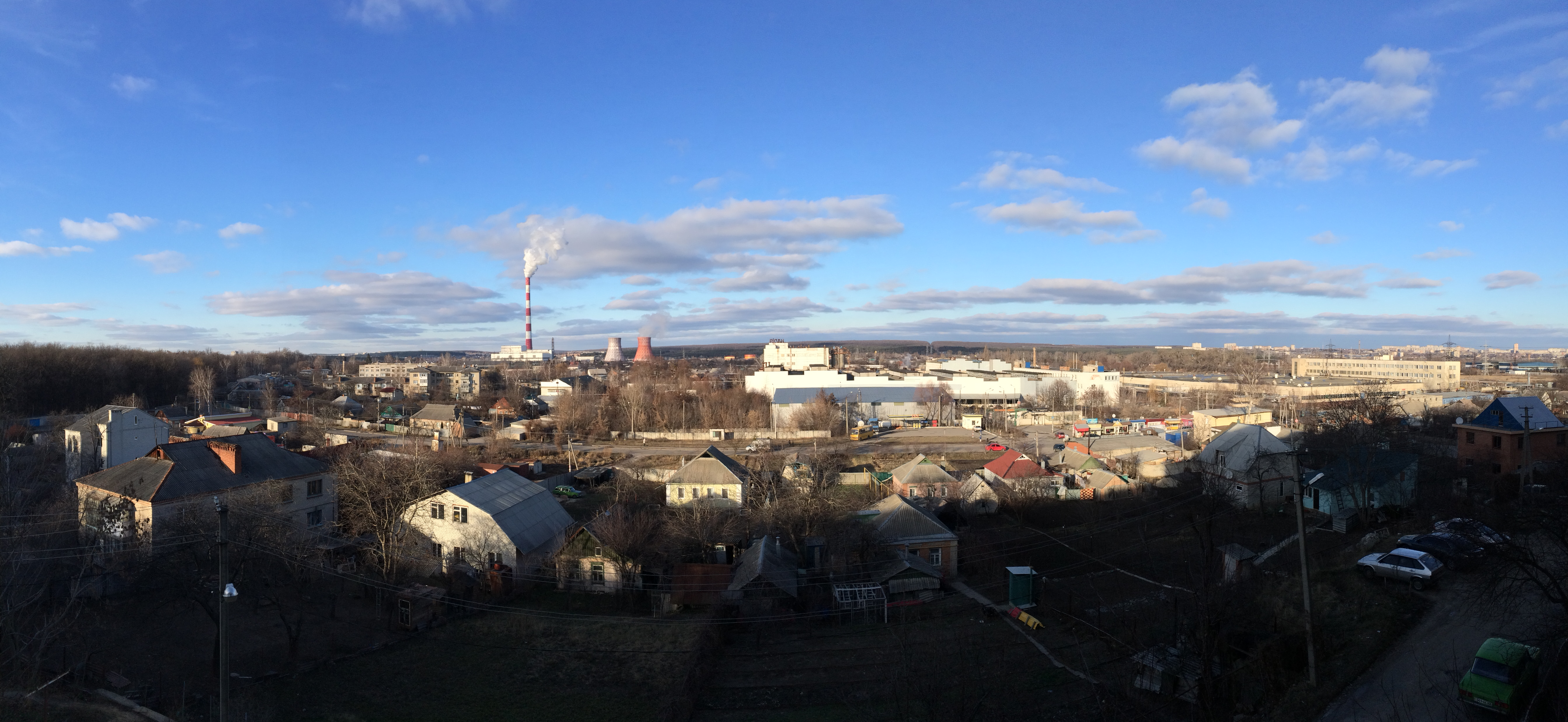
Blick auf den Ort

## Geschichte
Die 1732 erstmals erwähnte Ortschaft besitzt einen Bahnhof an der Bahnstrecke Borschtschi–Charkiw und erhielt 1938 den Status einer Siedlung städtischen Typs. Von Oktober 1941 bis zum 29. August 1943 war Pissotschyn von Truppen der Wehrmacht besetzt. 2012 wurde ein Teil der Siedlung nach Charkiw eingemeindet.

## Geographie
Pissotschyn liegt am Udy einem Nebenfluss des Siwerskyj Donez und grenzt im Osten an die Stadtgrenze von Charkiw. Durch die Stadt verläuft die ukrainische Fernstraße M 03, eine Teilstrecke der Europastraße 40.

## Verwaltungsgliederung
Am 10. Februar 2018 wurde die Siedlung zum Zentrum der neugegründeten Siedlungsgemeinde Pissotschyn (Пісочинська селищна громада/Pissotschynska selyschtschna hromada). Zu dieser zählten auch die Siedlung städtischen Typs Beresiwka, die 2 in der untenstehenden Tabelle aufgelisteten Dörfer sowie die Ansiedlung Raj-Oleniwka, bis dahin bildete sie zusammen mit den Dörfern Nadtotschiji und Oleschky sowie der Ansiedlung Raj-Oleniwka die gleichnamige Siedlungratsgemeinde Pissotschyn (Пісочинська селищна рада/Pissotschynska selyschtschna rada) im Zentrum des Rajons Charkiw.
Am 10. August 2018 kamen noch die Siedlung städtischen Typs Korotytsch, das Dorf Stara Moskowka sowie die Ansiedlung Nowyj Korotytsch zum Gemeindegebiet.
Folgende Orte sind neben dem Hauptort Pissotschyn Teil der Gemeinde:
| Name                     | Name           | Name                               |
| ukrainisch transkribiert | ukrainisch     | russisch                           |
| ------------------------ | -------------- | ---------------------------------- |
| Beresiwka                | Березівка      | Березовка (Beresowka)              |
| Korotytsch               | Коротич        | Коротыч                            |
| Nadtotschiji             | Надточії       | Надточии (Nadtotschii)             |
| Nowyj Korotytsch         | Новий Коротич  | Новый Коротыч (Nowy Korotytsch)    |
| Oleschky                 | Олешки         | Олешки (Oleschki)                  |
| Raj-Oleniwka             | Рай-Оленівка   | Рай-Еленовка (Rai-Jelenowka)       |
| Stara Moskowka           | Стара Московка | Старая Московка (Staraja Moskowka) |